# Las conquistas de Norman
Las conquistas de Norman (The Norman Conquests) es una comedia teatral dividida en tres partes, escrita en 1973 por Alan Ayckbourn.  Cada una de las obras representa a los mismos seis personajes durante el mismo fin de semana en una parte diferente de una casa. Table Manners en el comedor, Living Together en la sala de estar y Round and Round the Garden en el jardín.
Las obras se realizaron por primera vez en Scarborough, antes de las actuaciones en Londres y Broadway. Una versión de televisión se emitió por primera vez en el Reino Unido en octubre de 1977.

## Resumen de la obra
Las o la obra está situada en una casa de campo señorial venida a menos a considerable distancia de Londres, propiedad de la madre de tres hermanos, (Reg, Ruth y Annie), una dama que jamás aparece pero que parece presidir desde su dormitorio todas las acciones.
Reg: el mayor. Lo único que le interesa son los chistes y los juegos de mesa. Está casado con Sarah, la mayor de las hermanas, un ama de casa con serios problemas nerviosos.
Ruth, una exitosa ejecutiva, está casada con Norman: "un gigoló y asistente de segunda en una biblioteca" según su propia definición.
Siete meses antes, durante la fiesta de Navidad, Norman y Annie, la hermana menor de la familia se encontraron de pronto "rodando en la alfombra del living". ¿Y qué pasó en la alfombra?- pregunta Sarah.Todo. Todo pasó en la alfombra. Annie vive en esa casa cuidando a su madre el día entero.
El sexto personaje de la obra es Tom; un veterinario de hablar pausado y lento entendimiento, una especie de eterno pretendiente de Annie.
El encuentro de estos personajes provoca enfrentamientos ante los intentos de pasar un fin de semana "normal" presididos y condicionados por Norman, un eterno perdedor; su vida, sus brillos y depresiones. Y sus "conquistas".

## Reparto original
Las obras fueron interpretadas por primera vez en 1973, con un reparto que incluía a Tom Courtenay (Norman), Penelope Keith (Sarah), Felicity Kendal (Annie), Michael Gambon (Tom), Bridget Turnee (Rut) y Mark Kingston (Reg).